# José Martínez Esterlich
José Martínez Esterlich (L'Alcúdia, 5 de gener de 1943) va ser un ciclista valencià, que competí profesionalment entre 1968 i 1972. Del seu palmarès destaca una etapa de la Setmana Catalana de 1968.

## Palmarès
- 1968
  - Vencedor d'una etapa a la Setmana Catalana
- 1969
  - 2n a la Volta a Aragó
- 1970
  - Vencedor d'una etapa a la Volta a Aragó
- 1971
  - Vencedor d'una etapa a la Volta a Cantàbria

### Resultats a la Volta a Espanya
- 1971. 63è de la classificació general